# Spankorb

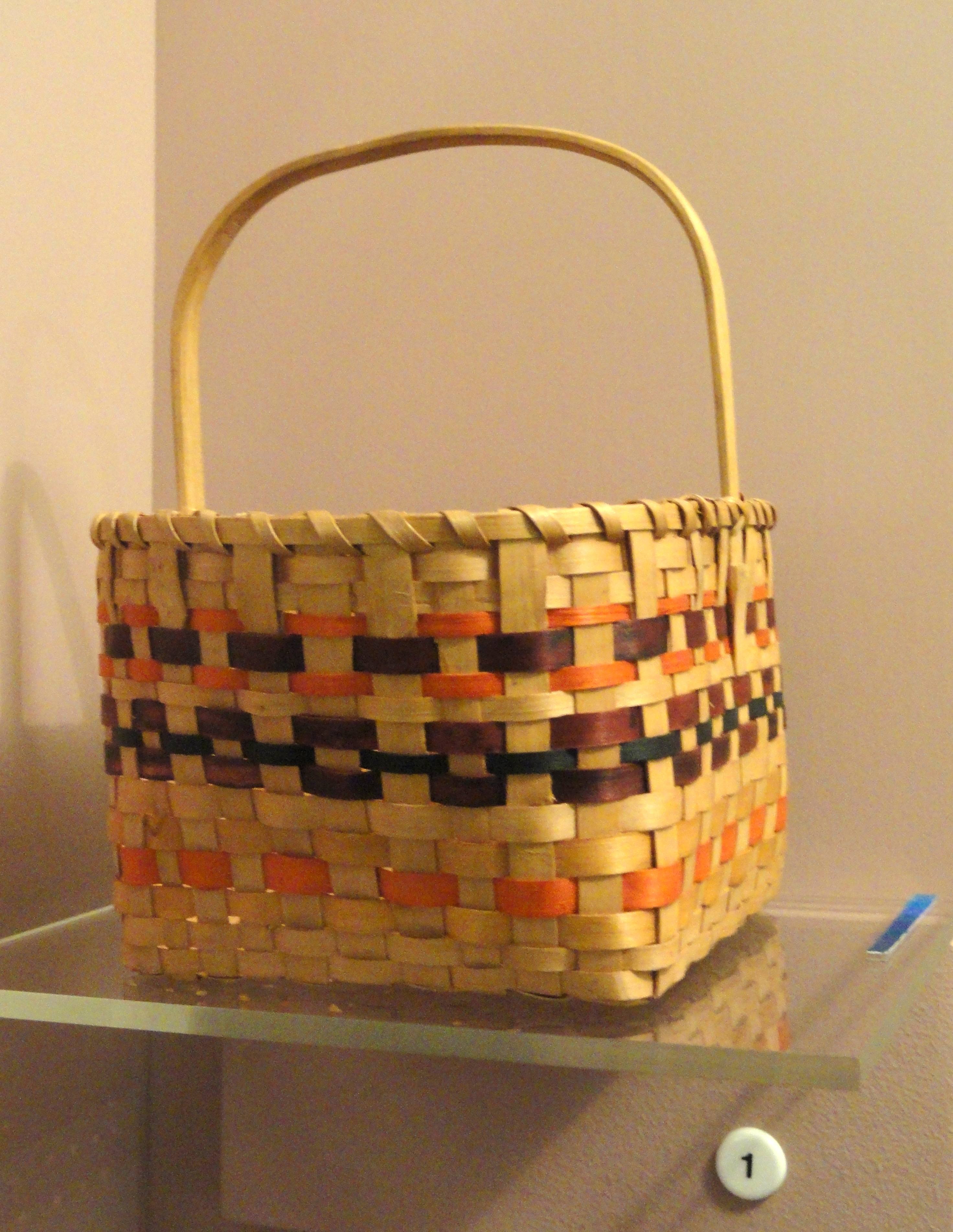
Spankorb aus dem Jahr 1892

Ein Spankorb ist ein kunsthandwerklich aus Holzspänen hergestellter Korb. Diese Körbe wurden weltweit traditionell für die Aufbewahrung und den Transport von Lebensmitteln und Gütern verwendet. In einigen Regionen werden spezielle Körbe auch für Zeremonien geflochten, und das Wissen wird oft weitergegeben.

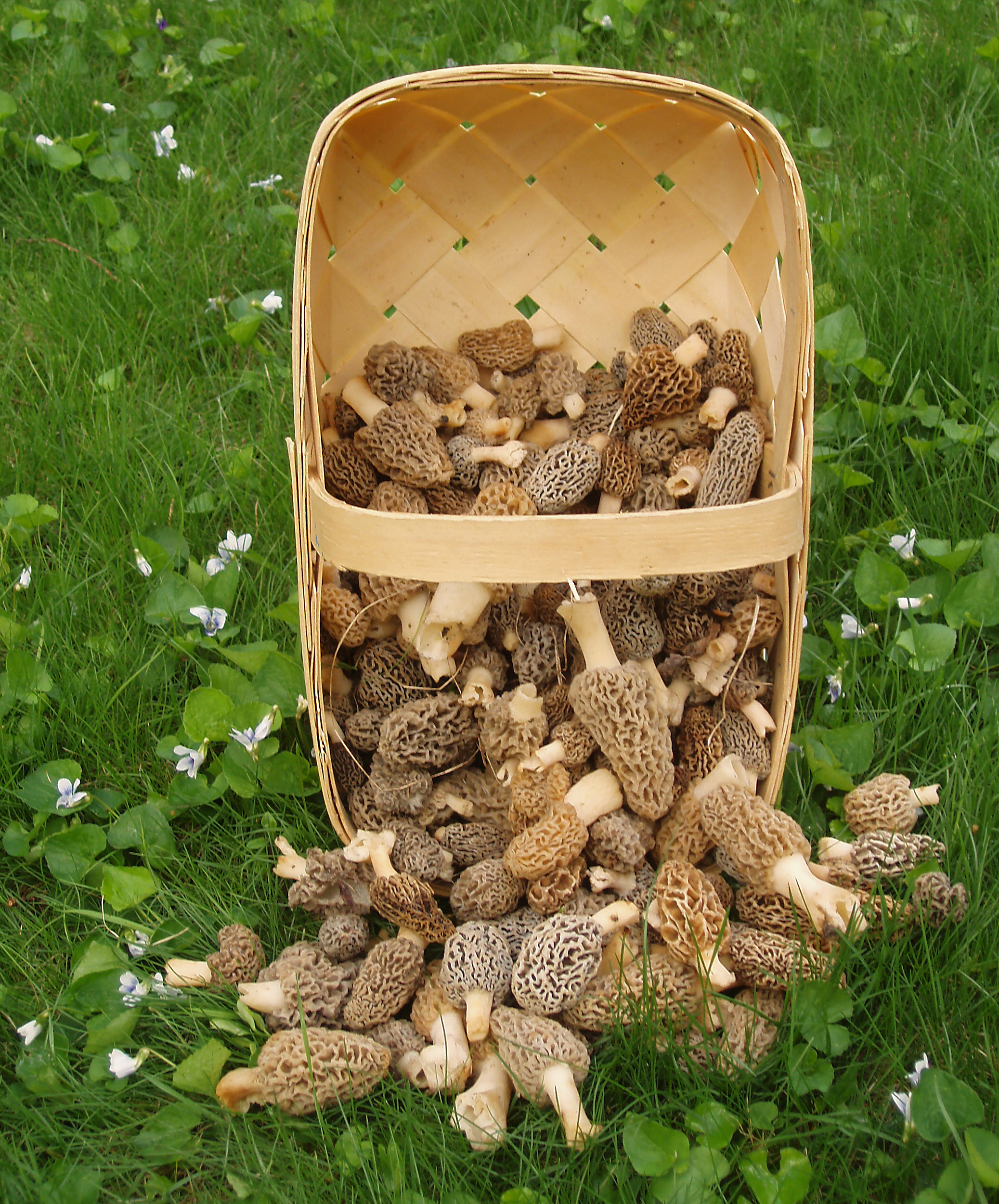
Rechteckiger Korb mit Pilzen
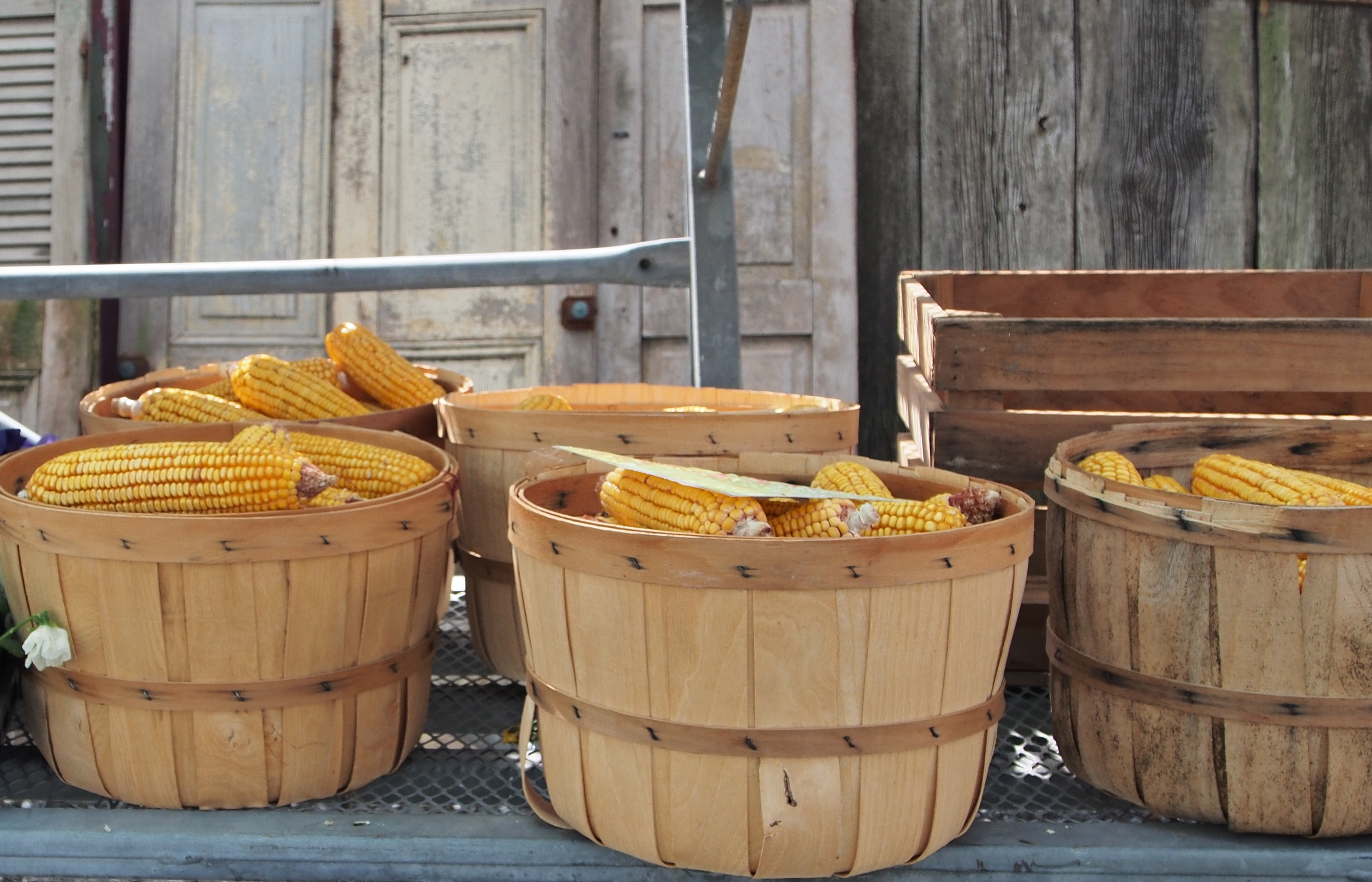
Mit Mais gefüllte runde Spankörbe
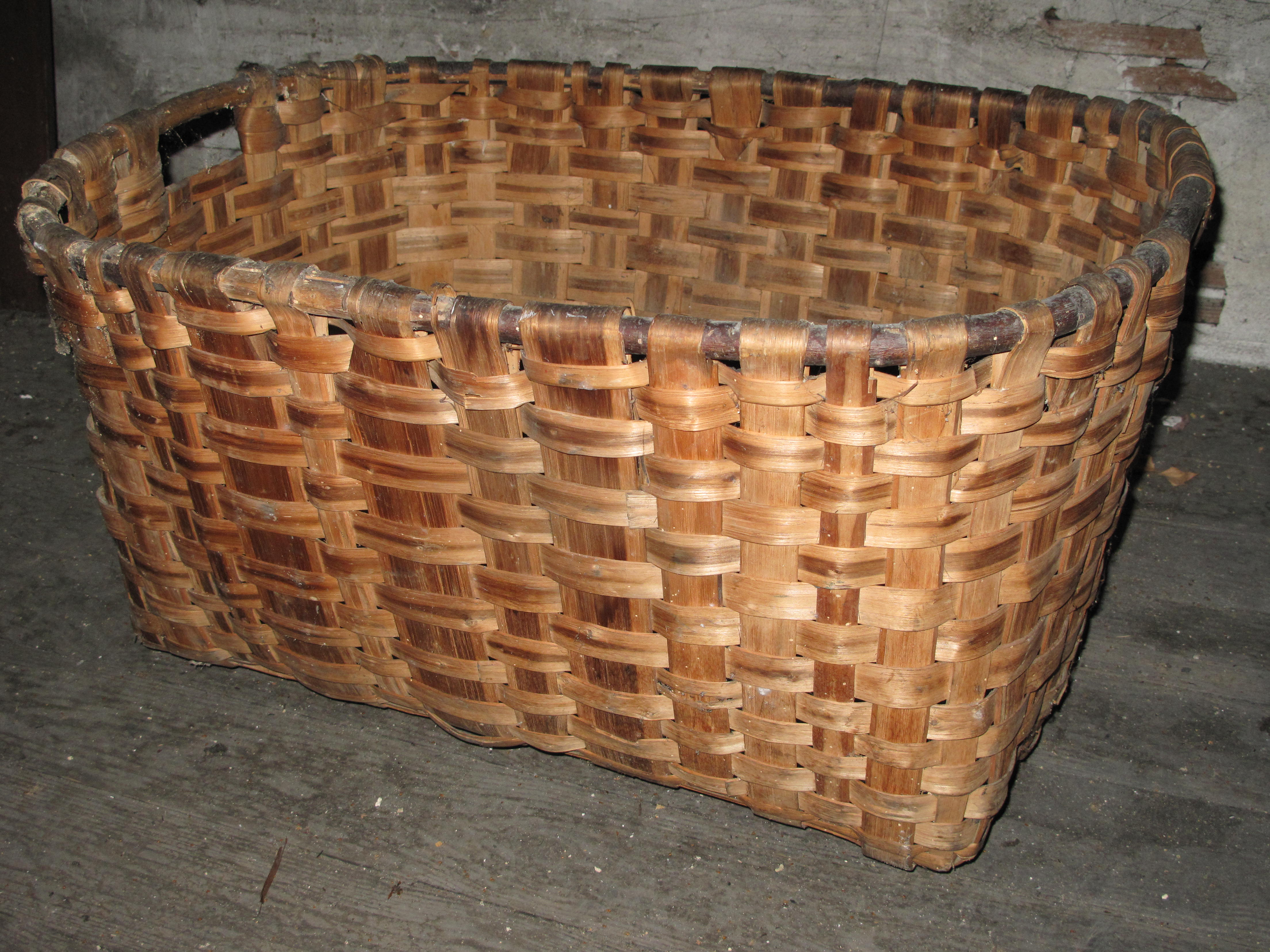
Ein großer Spankorb
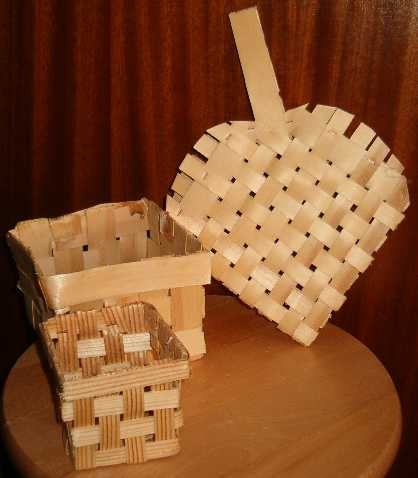
Kleinere Spankörbe und ein Herz